# خنزير
الخنزير (الاسم العلمي: Sus) جنس من الثدييات ذوات الظلف غير المجترة، ومنشأه العالم القديم في قارات آسيا وأفريقيا لا سيما في المناطق الموحلة ومناطق السافانا، كما يتواجد أحد أنواع الخنازير في أوروبا.
استؤنست عدة أنواع منه للاستفادة منه في الاقتصاد المنزلي والزراعي حيث يستخدم لحمه طعامًا وجلده وشعره وبعض أجزائه تستخدم لأغراض صناعية، ولذلك فهو يعدّ ثروة حيوانية.
الخنزير جسمه صلب ومليءٌ بالعضل. شعره خفيف في المناطق الحارة له رأس وتدي الشكل كبير مقارنة مع جسمه أنفه أسطواني صلب به منخران حيث يستعين بأنفه لنبش الأرض وإخراج الديدان فهو يأكل كل ما يجده متوفرًا من طعام. أرجل الخنزير مهيّأة جيدًا للسير في الأوحال حيث أن أظلافه (أقدامه) تتوزع بشكل لا يسمح لها بالغوص في الأوحال.
يتميز الخنزير بحاسة الشم الهائلة، كما أنه قابل للتدريب؛ ولذلك قامت بعض الدول بتدريب الخنازير لتحل محل الكلاب في العمليات الأمنية.
تلد الأنثى عددًا من الصغار يختلف من نوع لآخر حيث أن خنزير البر تلد أنثاه من1-4 وفي النوع المنزلي قد تلد الأنثى أكثر من 10. الصغار يولدون بحجم صغير جدًا قياسًا لحجم الأم لكن الملاحظ أنه سرعان ما ينمو حيث يصل وزنه من 60-203 كجم.
وتتعدد ألوان الخنزير وتترواح بين الأبيض والوردي والبني والأسود، كما قد يكون مزيجًا من تلك الألوان.
هناك نوع بري من الخنازير يسمي الخنزير البري (wild boar) وهو حيوان مفترس وأكثر شراسة من النوع العادي، وقد يصل ارتفاعه إلى 90 سم وطوله إلى 150 سم، وكانت أعداده كثيرة في أوروبا في الغابات إلا أنها قلّت الآن لأنه هدف شائع للصيد.
قد تُصاب الخنازير بالأمراض والطفيليات وتكون عائلًا لها مثل الدودة الشريطية وكذلك الأبقار والأغنام والماعز.
تفتقر الخنازير إلى الغدد العرقية التي تعمل على خفض حرارة بقية الثدييات ولذلك فهي تحتاج للمياه أو للطين لتبريد أجسامها في درجات الحرارة المرتفعة.
تعتبر الخنازير أقرب تشريحيًا للإنسان، ولذلك يتم إنتاج الأنسولين من بنكرياس الخنازير لمرضى السكري.

## الخنزير في الثقافات المختلفة
يعدّ الخنزير من الحيوانات الأليفة في العالم الغربي أنه ماهري (أي سهل التربية)، وهو شخصية محببة للأطفال في أفلام الكرتون لذا يظهر كتلميذ في المدرسة وأنه صديق للجميع ومسالم أنه ماهري ويعدّ الخنزير رمز للثروة لذلك يتم استخدام تماثيل الخنازير المصنوعة من الصيني أو الفخار الوردية اللون كحصالة لحفظ العملات.

### الخنزير في الأديان

#### في اليهودية
تحرم الديانة اليهودية أكل أنواع مختلفة من اللحوم، من بينها لحم الخنزير. من ناحية الديانة اليهودية لا توجد خطورة خاصة للتحريم على أكل لحم الخنزير مقارنة بتحريمات أخرى، ولكن في التراث اليهودي يعدّ هذا النهي ذي أهمية كبيرة إلى درجة أن حتى بعض العلمانيين من اليهود يعدّون لحم الخنزير غير صالح للأكل.
كذلك توسع التحريم في التقاليد اليهودية ليشمل أيضًا استخدام جلد الخنزير أو دهنه لأيّة غاية. الأهمية التي يعزوها اليهود للتحريم على أكل لحم الخنزير قد ينبثق من بضعة أسباب تاريخية. يذكر سفر المكابيين والتلمود أن بعض الحكام السلوقيين والرومان أجبر اليهود على أكل لحم الخنزير أو ذبح الخنازير في هيكل سليمان، مما أثار غضب قادة اليهود في ذلك الحين ودفعهم إلى تشديد التحريم. كذلك، فرض على اليهود الذين اضطروا على اعتناق المسيحية في أوروبا، خاصة في القرن الـ16، أكل لحم الخنزير برهانًا على تبني المسيحية.[بحاجة لمصدر]
في إسرائيل اليوم تثير مسألة تربية الخنازير وبيع لحمها خلافًا عميقًا بين المتحفظين الذين يدعون إلى فرض قيود على تربية الخنازير والليبراليين الذين يعارضون قيودًا من هذا النوع. وجد في إسرائيل حتى أبريل 2009 قرابة 170,000 رأس خنزير.

#### في المسيحية
الديانة المسيحية لا تحرم أي نوع من المأكولات أو المشروبات، ففي الإنجيل يقول يسوع المسيح الناصري أن ليس كل ما يدخل جوف الإنسان هو نجس، بل الذي ما يخرج منه. ولكن في 1 أغسطس 2007 نصح البابا شنودة بابا الإسكندرية وبطريرك الكرازة المرقسية، أتباع كنيسته بعدم تناول لحم الخنزير، قائلا «أنه رغم عدم تحريم أكل هذا النوع من اللحم، فإن تناوله يتسبب في إصابة الإنسان بالعديد من الأمراض» كونه يحتاج «إلى طهي جيد» و«لأنه من الحيوانات التي تتناول القاذورات والمخلفات غير النظيفة».

#### في الإسلام
الشريعة الإسلامية تحرم على أتباعها المسلمين أكل لحم الخنزير، في مواضع أربع:
- ﴿إِنَّمَا حَرَّمَ عَلَيْكُمُ الْمَيْتَةَ وَالدَّمَ وَلَحْمَ الْخِنْزِيرِ وَمَا أُهِلَّ بِهِ لِغَيْرِ اللَّهِ فَمَنِ اضْطُرَّ غَيْرَ بَاغٍ وَلَا عَادٍ فَلَا إِثْمَ عَلَيْهِ إِنَّ اللَّهَ غَفُورٌ رَحِيمٌ ۝١٧٣﴾ [ البقرة:173]
- ﴿حُرِّمَتْ عَلَيْكُمُ الْمَيْتَةُ وَالدَّمُ وَلَحْمُ الْخِنْزِيرِ وَمَا أُهِلَّ لِغَيْرِ اللَّهِ بِهِ وَالْمُنْخَنِقَةُ وَالْمَوْقُوذَةُ وَالْمُتَرَدِّيَةُ وَالنَّطِيحَةُ وَمَا أَكَلَ السَّبُعُ إِلَّا مَا ذَكَّيْتُمْ وَمَا ذُبِحَ عَلَى النُّصُبِ وَأَنْ تَسْتَقْسِمُوا بِالْأَزْلَامِ ذَلِكُمْ فِسْقٌ الْيَوْمَ يَئِسَ الَّذِينَ كَفَرُوا مِنْ دِينِكُمْ فَلَا تَخْشَوْهُمْ وَاخْشَوْنِ الْيَوْمَ أَكْمَلْتُ لَكُمْ دِينَكُمْ وَأَتْمَمْتُ عَلَيْكُمْ نِعْمَتِي وَرَضِيتُ لَكُمُ الْإِسْلَامَ دِينًا فَمَنِ اضْطُرَّ فِي مَخْمَصَةٍ غَيْرَ مُتَجَانِفٍ لِإِثْمٍ فَإِنَّ اللَّهَ غَفُورٌ رَحِيمٌ ۝٣﴾ [ المائدة:3]
- ﴿قُلْ لَا أَجِدُ فِي مَا أُوحِيَ إِلَيَّ مُحَرَّمًا عَلَى طَاعِمٍ يَطْعَمُهُ إِلَّا أَنْ يَكُونَ مَيْتَةً أَوْ دَمًا مَسْفُوحًا أَوْ لَحْمَ خِنْزِيرٍ فَإِنَّهُ رِجْسٌ أَوْ فِسْقًا أُهِلَّ لِغَيْرِ اللَّهِ بِهِ فَمَنِ اضْطُرَّ غَيْرَ بَاغٍ وَلَا عَادٍ فَإِنَّ رَبَّكَ غَفُورٌ رَحِيمٌ ۝١٤٥﴾ [ الأنعام:145]
- ﴿إِنَّمَا حَرَّمَ عَلَيْكُمُ الْمَيْتَةَ وَالدَّمَ وَلَحْمَ الْخِنْزِيرِ وَمَا أُهِلَّ لِغَيْرِ اللَّهِ بِهِ فَمَنِ اضْطُرَّ غَيْرَ بَاغٍ وَلَا عَادٍ فَإِنَّ اللَّهَ غَفُورٌ رَحِيمٌ ۝١١٥﴾ [ النحل:115]

ويترتب على ذلك تحريم الاستفادة من أي جزء من الحيوان كالجلد والدهن.

## قضايا الصحة
يمكن أن تكون الخنازير مأوى لمجموعة من الطفيليات والأمراض التي يمكن أن تنتقل إلى البشر. وتشمل مرض دودة الخنزير وشريطية وحيدة وداء البروسيلات وداء الكيسات المذنبة. ومن المعروف أن الخنازير يمكنها أن تستضيف تجمعات كبيرة من الديدان الطفيلية مثل أسكارس في الجهاز الهضمي.
الخنازير لديها مشاكل صحية من تلقاء نفسها فالخنازير لها رئتين صغيرتين مقارنة بحجم الجسم وبالتالي فهي أكثر عرضة من الحيوانات المستأنسة الأخرى لالتهاب الشعب الهوائية والالتهاب الرئوي القاتل. بعض سلالات الأنفلونزا متوطنة في الخنازير (انظر إنفلونزا الخنازير). الخنازير أيضًا يمكن أن تصاب بالإنفلونزا البشرية، كما أنها يمكن أن تكون عدوانية في الدفاع عن أنفسها وصغارها.
في نوفمبر 2012 تمكّن العلماء من تسلسل جين الخنزير المحلي. أوجه التشابه بين الخنازير والجينات البشرية وهذا يعني أن البيانات الجديدة قد تكون لها تطبيقات واسعة في إمكانية الدراسة والعلاج من الأمراض الوراثية البشرية.

## وصلات خارجية
- الخنزير من الموسوعة العربية العالمية